# Eupithecia vinaceata
Eupithecia vinaceata là một loài bướm đêm trong họ Geometridae.